# 니카라과의 로마 가톨릭 교구 목록
니카라과의 로마 가톨릭 교구는 1개관구에 1개 관구장좌 대교구와 6개 일반교구와 교황직속 1개 대목구가 있다

## 교구

### 마나과 관구(province of Managua)
- 마나과 관구장좌 대교구( Archdiocese of Managua)
- 에스텔리 교구( Diocese of Esteli)
- 그라나다 교구( Diocese of Granada)
- 지노테가 교구( Diocese of Jinotega)
- 주이갈파 교구( Diocese of Juigalpa)
- 니카라과의 레언교구( Diocese of León en Nicaragua)
- 마타갈파 교구( Diocese of Matagalpa)

### 교황직속
- 블루우필드 대목구( Apostolic Vicariate of Bluefields)